# Jacopo Facciolati
Jacopo Facciolati (né le 4 janvier 1682 à Torreglia, dans la province de Padoue en Vénétie - mort le 26 août 1769 à Padoue) est un universitaire, lexicographe et philologue italien du XVIIIe siècle.

## Biographie
Né de parents dépourvus de fortune, il fut remarqué par le cardinal Barbarigo qui le prit sous sa protection et le fit entrer au séminaire de Padoue et fut reçu docteur en théologie à l'âge de 20 ans avec les félicitations de la faculté.
Jacopo Facciolati professa d'abord la théologie et la philosophie au séminaire de Padoue, puis occupa la chaire de logique à l'université de cette ville (1702). À ce titre, il devait donner chaque année une harangue en latin sur un sujet de philosophie ou de rhétorique. Ces discours (Orationes) furent publiés et acheva une Histoire de l'Université de Padoue commencée par Nicolas Papadopoli-Comnène.
Avec l'aide de son élève, Egidio Forcellini, il entreprit la rédaction de livres destinés à faciliter l'étude des langues anciennes ; c'est lui qui établissait le plan des ouvrages et qui se chargeait des révisions, tandis que son élève compilait les matériaux et les mettait en ordre.
C'est ainsi que naquirent de nouvelles éditions :
- du Dictionnaire latin de Ambrogio Calepino, 1718, en sept langues différentes,
- du Lexique grec de Cornelius Schrevelius,
- du Lexicon ciceronianum de Mario Nizzoli,
- du Traité des particules latines de Orazio Torsellini,
- une Logique ; un Traité de l'orthographe italienne,
- des éditions annotées du De Officiis et de quelques autres traités de Cicéron.

Son principal ouvrage, composé lui aussi avec l'aide de Forcellini, est un dictionnaire latin dénommé Aegidii Forcellini totius Latinitatis Lexicon. Il fut publié deux ans après sa mort en 1771, en 4 volumes. Accompagné de nombreux exemples classiques, ce dictionnaire fut utilisé dans les lycées et collèges et servit de base aux lexiques ultérieurs.

## Sources
- Marie-Nicolas Bouillet  et Alexis Chassang (dir.), « Jacopo Facciolati » dans Dictionnaire universel d’histoire et de géographie, 1878 (lire sur Wikisource).